# سوراچوو
سوراچوو (به صربی: Suračevo) یک منطقهٔ مسکونی در صربستان است که در Opština Babušnica واقع شده‌است. سوراچوو ۴۴۴ نفر جمعیت دارد.